# 흐르다
《흐르다》는 2023년에 개봉한 대한민국의 영화이다.

## 캐스팅
- 이설 : 진영 역
- 박지일 : 아버지 역
- 안민영

## 수상 목록
- 2023년 제43회 한국영화평론가협회상 각본상 (김현정)